# Coprolagnie
Coprolagnie, coprofilie, coprofilia of poepseks (ook wel scat of kaviar-spiele) is het beleven van seksuele opwinding door ontlasting. Soms wordt ook het woord scatologie gebruikt als synoniem voor coprofilie.
Het kan  gaan om het kijken naar een zich ontlastende sekspartner of zelf bekeken te worden tijdens het poepen. Ook kan men het opwindend vinden om bepoept te worden of zichzelf over de partner te ontlasten (brown shower). Een opwindend aspect hierbij is dat men elkaar insmeert met verse ontlasting. In sommige gevallen eet men ook de eigen uitwerpselen of die van de partner. Dit wordt dan coprofagie genoemd. De besmeurde persoon wordt soms afgespoeld met urine (golden shower, of champagne, als tegenhanger van kaviaar).
Als de seksuele voorkeur te veel uit de pas gaat lopen met de normen of eisen van de omgeving, kan er sprake zijn van een psychische aandoening.
Er bestaat pornografie van dit genre, vaak aangeduid als 'scat'.